# Ozarba birufata
Ozarba birufata är en fjärilsart som beskrevs av W. Warren 1913. Ozarba birufata ingår i släktet Ozarba och familjen nattflyn. Inga underarter finns listade i Catalogue of Life.